# جوزيب إليز
جوزيب إليز (بالكرواتية: Josip Elez)‏ (25 أبريل 1994 بسبليت في كرواتيا - ) هو لاعب كرة قدم كرواتي في مركز الدفاع. شارك مع منتخب كرواتيا تحت 17 سنة لكرة القدم ومنتخب كرواتيا تحت 19 سنة لكرة القدم ومنتخب كرواتيا تحت 21 سنة لكرة القدم. أما مع النوادي، فقد لعب مع آرهوس جمناستيك فورينينغ ونادي بودابست هونفيد ونادي لاتسيو وهايدوك سبليت ونادي غروسيتو.

## روابط خارجية
- جوزيب إليز على موقع الاتحاد الأوربي (الإنجليزية)
- جوزيب إليز على موقع اتحاد كرواتيا (الكرواتية)
- جوزيب إليز على موقع إي إس بي إن إف سي (الإنجليزية)
- جوزيب إليز على موقع قاعدة بيانات كرة القدم.إي يو (الإنجليزية)
- جوزيب إليز على موقع بيانات كرة القدم. دي إي (الألمانية)
- جوزيب إليز على موقع Soccerway.com (الإنجليزية)
- جوزيب إليز على موقع عالم كرة القدم.نت (الإنجليزية)
- جوزيب إليز على موقع AS.com (الإسبانية)